# Onze-Lieve-Vrouw Hulp der Christenenkerk (Nieuwenhagen)
De Onze-Lieve-Vrouw Hulp der Christenenkerk is een kerkgebouw in Nieuwenhagen in de gemeente Landgraaf in de Nederlandse provincie Limburg. De kerk staat aan de Heigank.
Naast de kerk staat een Heilig Hartbeeld uit 1937 en een Sint-Barbarabeeld uit 1955.
De kerk is gewijd aan Onze-Lieve-Vrouw met de titel Hulp der Christenen.

## Geschiedenis
In 1917 werd de kerk gebouwd naar het ontwerp van architect Hubert van Groenendael. Na de voltooiing van de bouw werd dit de nieuwe parochiekerk en nam het die functie over van de oude, 18e-eeuwse kerk, die sindsdien bekendstaat als het Sjpaans Kentje.
Sinds 2001 is de kerk een rijksmonument.

## Opbouw
Het georiënteerde bakstenen gebouw is opgetrokken in neoromaanse stijl en heeft het plattegrond van een kruiskerk. Het bestaat uit een driebeukig schip in basilicale opstand met twee traveeën, een transept, een koor van anderhalve travee met een halfronde apsis en een dubbeltorenfront met links een kleinere toren, rechts een grote toren en ertussen een puntgevel. De beide torens van het dubbeltorenfront hebben een tentdak, de kleine toren heeft drie geledingen, de grote heeft vier geledingen. In de grote toren bevindt zich de ingang tot de kerk. In de bovenste geleding bevinden zich in ieder gevel de galmgaten in de vorm van een trifora.
Het schip, transept en koor worden gedekt door een zadeldak. De ramen van de lichtbeuk, het dwarsschip en het koor hebben de vorm van een veelpas. De zijbeuken worden gedekt door een lessenaarsdak. De zijbeuken, frontgevel, torens en apsis hebben rondboogvensters.

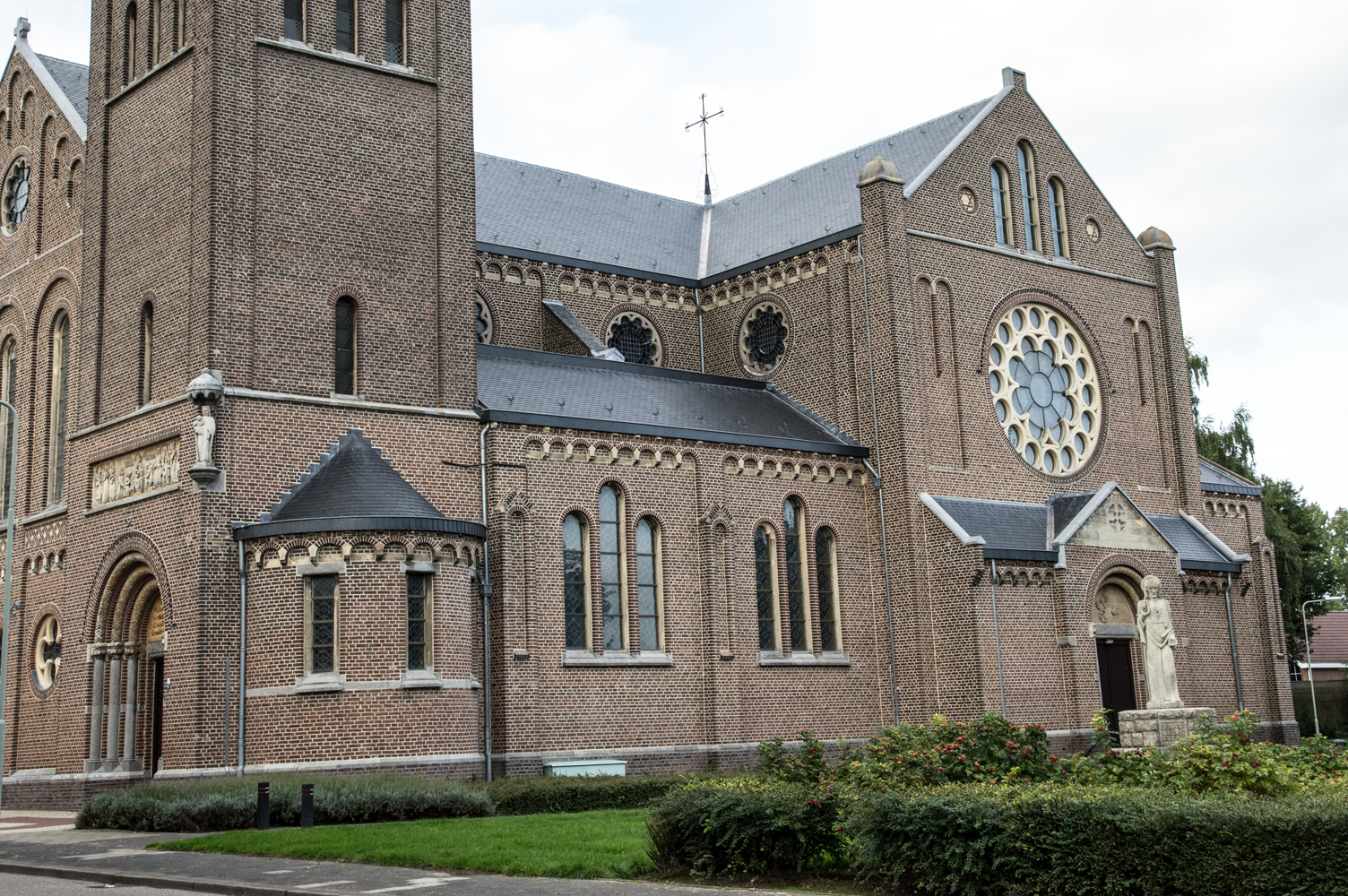
Zuidzijde
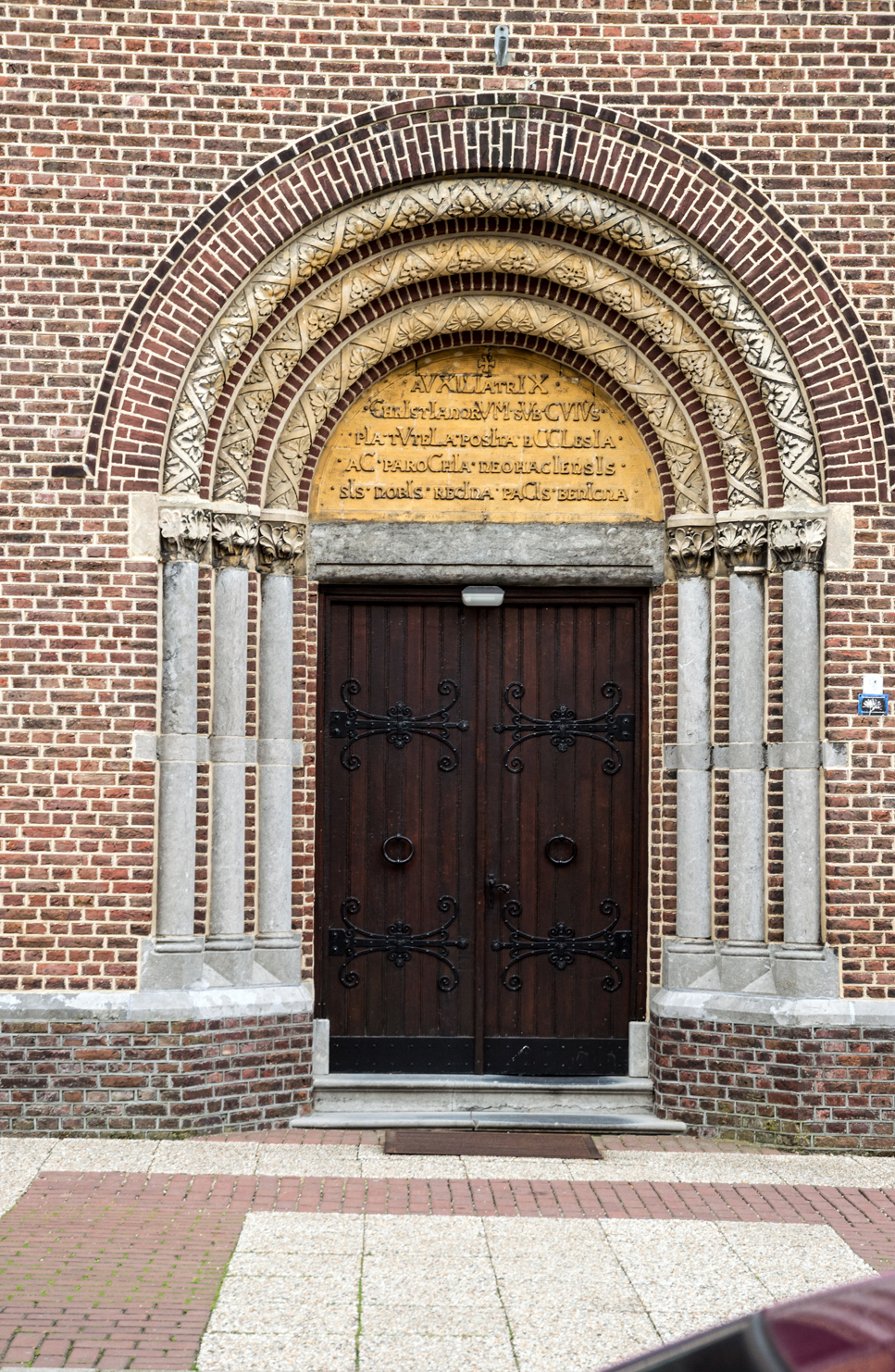
Portaal
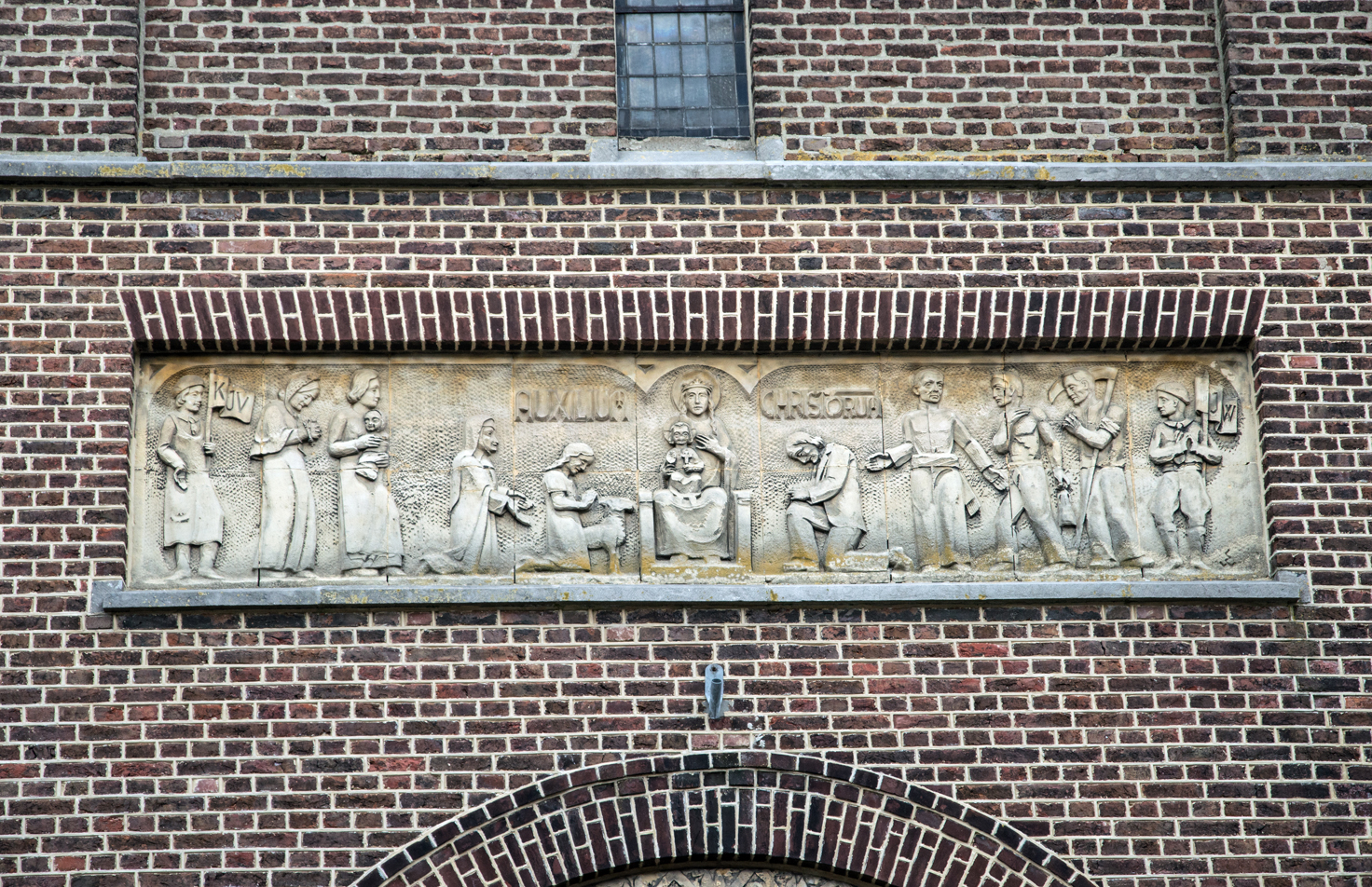
Reliëf
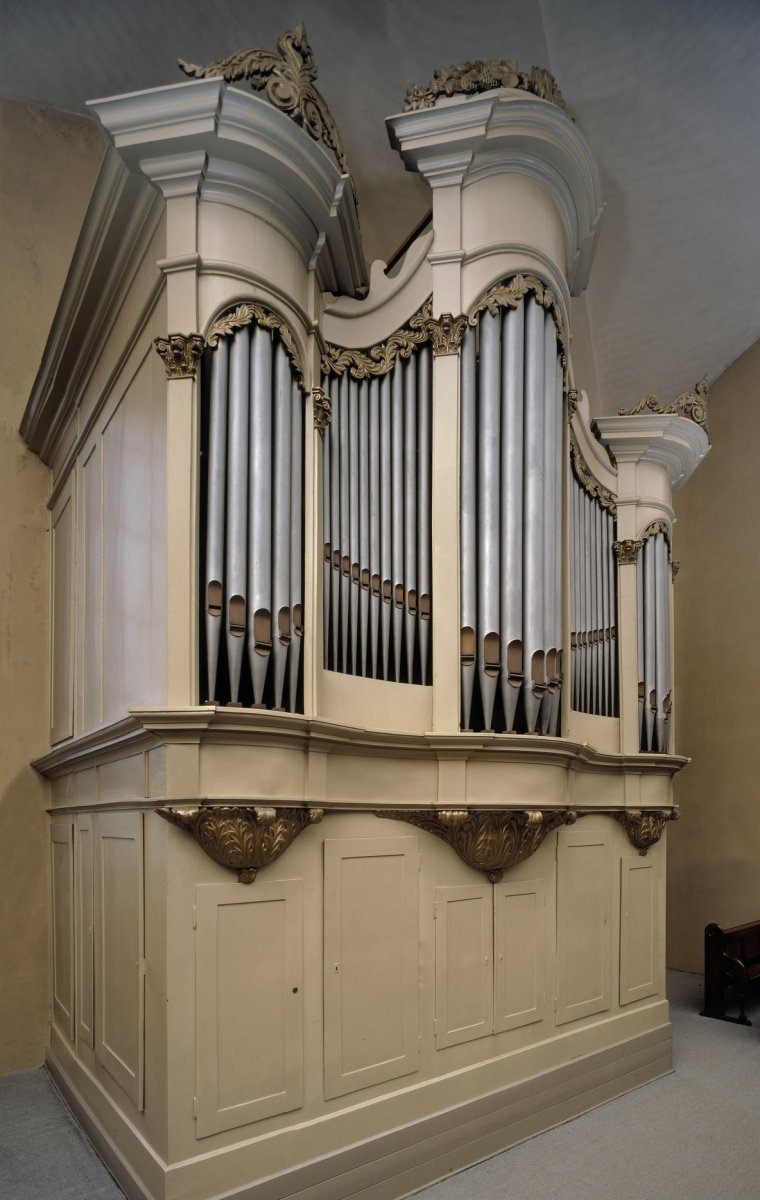
Orgel